# フォルクスワーゲン・T-Cross
T-Cross（ティークロス）は、ドイツの自動車メーカー、フォルクスワーゲンが製造・販売しているサブコンパクトクロスオーバーSUVである。2018年10月25日にアムステルダム、上海、サンパウロで発表された。翌年4月、発売が開始された。
T-Rocの下位モデルとして位置付けられ、現行のラインアップでは、最も小型のSUVとなる。

## 概要
2012年にサンパウロモーターショーで展示されるも、のちに中止された小型SUVプロジェクト「タイグン（Taigun）」の代替として開発が開始された。タイグンはup!をベースにしたSUVで、欧州、ブラジル、インド向けに全長3.9m以下のサイズとし、2016年の発売を目指し、2012年に開発のゴーサインが出た。
しかし、社内で「全長が短すぎる」との意見があり、タイグンの量産は中止されることとなった。その代わりとして、ポロをベースとしたSUVとして新たに開発されたものが、現在のT-Crossである。「タイグン」という名称は、のちに本モデルのインド市場向けの車名として使用されることになる。
2016年3月、ジュネーヴ・モーターショーにて、「T-Cross Breeze」と呼ばれるコンセプトカーが展示された。この車両は量産モデルと異なり、4人乗りでキャンバストップ・コンバーチブルモデルだった。
量産モデルは、2018年10月25日、世界3大陸3都市で同時に公式発表・発売され、グローバル市場向け商品としての重要性を強調した。中国とスペイン、ブラジルで生産される。
堅牢かつ設計自由度の高いMQBプラットフォームを採用し、コンパクトで扱いやすいボディサイズながらも、 広々とした居住性に加えて、クラストップレベルの荷室容量（455ℓ/最大1,281ℓ）を確保するなど、高い実用性も有している。
エクステリアは、存在感のあるボンネット、ヘッドライトと一体化したワイドなラジエーターグリル、ボディサイドを水平に走るキャラクターラインを特徴とする。力強いショルダー部がパワフルな外観を強調し、 リヤエンドの横幅一杯に広がるブラックトリムフレームを備えたリフレクターバンドが、クルマの幅広さを視覚的に演出している。
インテリアは、高い着座位置により、前方視界が良く視認性が担保されている。リアシートは、最大14cmの前後スライドが可能なほか、背もたれは 60:40 に分割可能で、乗員数や荷物に合わせて空間を柔軟にアレンジできる。
兄弟車に、フォルクスワーゲン・ポロ 、 セアト・アロナ 、 アウディ・A1 、 シュコダ・カミックがある。なお、欧州市場向けのモデルでは、インテリアのデザインが一部異なるものも存在する。

2024年現在、デビューから僅か5年で、全世界累計販売台数は120万台を突破している。日本市場においても、コンパクトなボディサイズ、ポップでカラフルなエクステリアや充実した安全装備で高い評価を受け、若年層や女性客などを中心に多くの新規顧客を獲得し、2020年から2022年まで、3年連続で輸入SUVカテゴリーにおいて登録台数第1位を記録した。

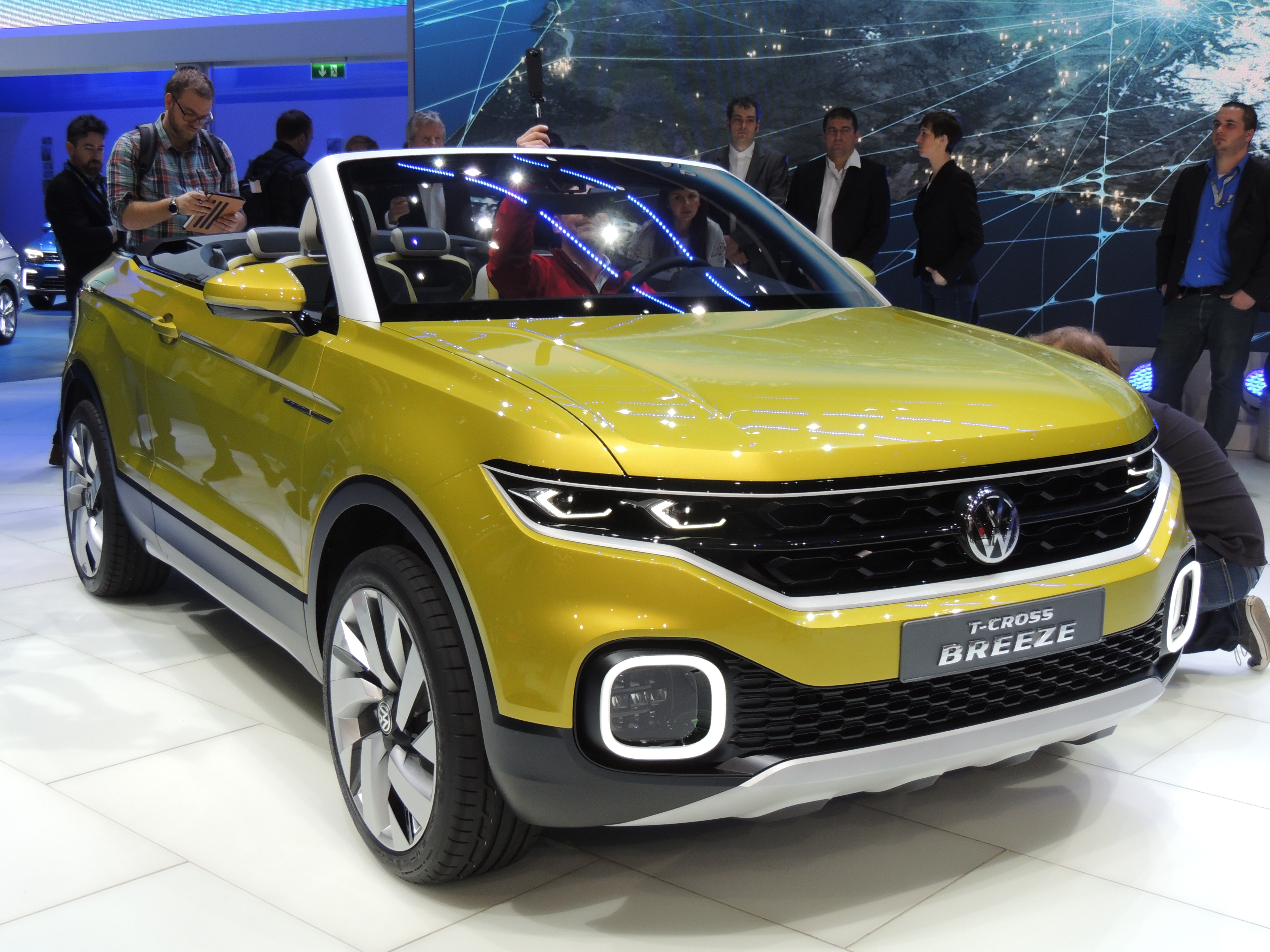
フォルクスワーゲンT-Cross Breezeコンセプト

## 日本での展開
2019年10月7日、ティザーサイトの開設を経て、同年11月27日に導入を発表し、受注を開始。日本導入を記念した特別仕様車「TSI 1st（ファースト）」と「TSI 1st Plus」の2種類を設定した。
アダプティブクルーズコントロール「ACC」、プリクラッシュブレーキシステム「Front Assist（歩行者検知対応エマージェンシーブレーキ機能付）」、駐車支援システム「Park Assist」、後方死角検知機能「ブラインドスポットディテクション」等の安全装備や、純正インフォテイメントシステム「Discover Pro」、スマートエントリー&スタートシステム「Keyless Access」、「スマートフォン ワイヤレスチャージング」などの快適装備が特別に標準装備されている。「TSI 1st Plus」では、レーンキープアシストシステム「Lane Assist」、ハイビームアシスト、パドルシフト、インテリアアンビエントライト、シルバールーフレール、スポーツコンフォートシート（運転席/助手席）が追加され、タイヤとアルミホイールを18インチにサイズアップ（「TSI 1st」のタイヤとアルミホイールは16インチ）。さらに、「デザインパッケージ」が標準設定され、ブラック、オレンジ、グリーンの3色から選択が可能となる（オレンジはボディカラーでピュアホワイト、ディープブラックパールエフェクト、エナジェティックオレンジメタリック、ライムストーングレーメタリックを選択した場合のみ、グリーンはボディカラーでマケナターコイズメタリックを選択した場合のみそれぞれ選択可能）。日本仕様ではパワートレインが1.0L直列3気筒のTSIエンジンと7速DSGの組み合わせのみで、WLTCモードによる燃料消費率（JC08モード時も併記）に対応している。2020年1月28日に日本での販売を開始。受注開始からの2ヶ月間で1,800台を超える予約受注があったことも発表された。
同年12月4日、一部仕様変更。エンブレムの意匠変更を行ったほか、デジタルメータークラスター「Active Info Display」を特別装備に追加され、純正インフォテイメントシステム「Discover Pro」をフォルクスワーゲンの日本仕様車で初採用となる常時コネクテッド対応の「Discover Media」にアップグレード。ボディカラーのマケナターコイズメタリックが有償オプションカラーに設定された。
2021年3月2日、カタログモデルの販売を開始。日本仕様では、「TSI Active」と「TSI Style」の2グレードで、オプションとして、全グレード共通で純正インフォテイメントシステム「Discover Media」とETC2.0対応車載器をセットにした「"Discover Media"パッケージ」、スマートフォン ワイヤレスチャージングとデジタルメータークラスターをセットにした「テクノロジーパッケージ」、各種安全装備をセットにした「セーフティパッケージ」の3種類を設定し、「TSI Style」には外内装のカラーコーディネートや18インチタイヤ・アルミホイール（5ダブルスポーク）で構成された「デザインパッケージ」も設定される。
同年5月13日、「TSI R-Line」を追加発売。本グレード専用のエクステリア（フロント&バンパー、サイドスカート）、ファブリックシート、レザーマルチファンクションステアリングホイール、ドアシルプレートが装備され、タイヤ・アルミホイールを18インチのサイズアップの上で、アルミホイールは新デザインの5ダブルスポークを採用。また、他のグレードでは「セーフティパッケージ」としてオプション設定されているレーンキープアシストシステム「Lane Assist」、ハイビームアシスト、駐車支援システム「Park Assist」、後方死角検知機能「ブラインドスポットディテクション」、パークディスタンスコントロール、オプティカルパーキングシステム、後退時警告・衝突軽減ブレーキ機能「リアトラフィックアラート」を標準装備とし、安全性能を強化。ボディカラーは専用色の「リフレックスシルバーメタリック」を含む7色が設定される。
同年9月2日、仕様変更。オプションパッケージの「テクノロジーパッケージ」に同一車線内全車速運転システム「Travel Assist」が追加されたほか、従来の「Discover Media パッケージ」はモニターを9.2インチに大型化された「Discover Pro パッケージ」へアップグレードされた。外内装も変更となり、2021年から他の車種に順次導入されているタッチコントロール式エアコンディショナーパネルが新たに装備され、ボディカラーは全グレード共通色の「スモーキーグレーメタリック」と「TSI Active」・「TSI Style」専用色の「アスコットグレー」のグレー系2色が追加された。「TSI Active」にはパドルシフトも装備された。
同年11月2日、メーカーオプションの「デザインパッケージ」に「ダークデニム」を追加設定。ダッシュパッドとシート（シートはチタンブラックとのツートーン）に採用し、ドアミラーと専用18インチアルミホイールはブラックとしている。
2023年9月25日、特別仕様車「Copper Style」を設定し発売。「TSI Style」をベースに、ベース車ではオプション設定となっている「"Discover Pro"パッケージ」、「テクノロジーパッケージ」、「セーフティパッケージ」の3つが特別装備されたほか、専用デザインに変更されたアルミホイールやドアミラーカバー、インテリアパネルに専用のカッパー（銅色）が採用された。ボディカラーはピュアホワイト、ディープブラックパールエフェクト、スモーキーグレーメタリック、アスコットグレーの4色が設定される。なお、車両本体価格はベース車に3つのオプションをそれぞれ単体で追加した場合に比べて6.6万円（10%の消費税込）割安に設定されている。
2024年7月3日、マイナーチェンジを発表（同年10月1日より、発売開始）。灯火類やバンパーのデザインを中心にエクステリアデザインを刷新。また、新色となるグレープイエロー、クリアブルーメタリック、キングズレッドメタリックを追加設定した。ミドルグレードである『TSI Style』にはオプションで落ち着いたグレー基調のデザインパッケージ＜ミストラル＞を用意した。 インテリアはダッシュパッドにソフト素材を採用し、質感向上を図った。プレミアムサウンドシステム”beats サウンドシステム”や、フロントシートヒーターの採用により、さらに快適な室内空間を実現する。 先進装備としては、LED マトリックスヘッドライト“IQ.LIGHT”を新たに搭載し、ライトの照射範囲 の高度な制御によって夜間の安全な走行をサポートする。また、同一車線内全車速運転支援システム”Travel Assist”を全グレード標準装備とした。 グレードは、”Travel Assist”やレーンキープアシストシステム”Lane Assist”など、最新の運転支援システムを標準装備とした『TSI Active』をエントリーグレードに設定し、LED マトリックスヘッドライト“IQ.LIGHT”や運転席/助手席のシートヒーターを標準装備した『TSI Style』、専用エクステリアを身に纏い、専用シートや18インチアルミホイールを装着した『TSI R-Line』の3グレードを展開する。なお、TV-CMには、アイナ・ジ・エンドが書き下ろした楽曲「Poppin'Run」が使用され、本人も出演する。